# Pantydia dufayi
Pantydia dufayi is een vlinder uit de familie van de spinneruilen (Erebidae). De wetenschappelijke naam werd voor het eerst geldig gepubliceerd in 1975 door Francis de Laporte de Castelnau.
De soort komt voor in tropisch Afrika.